# Zhenya Strigalev

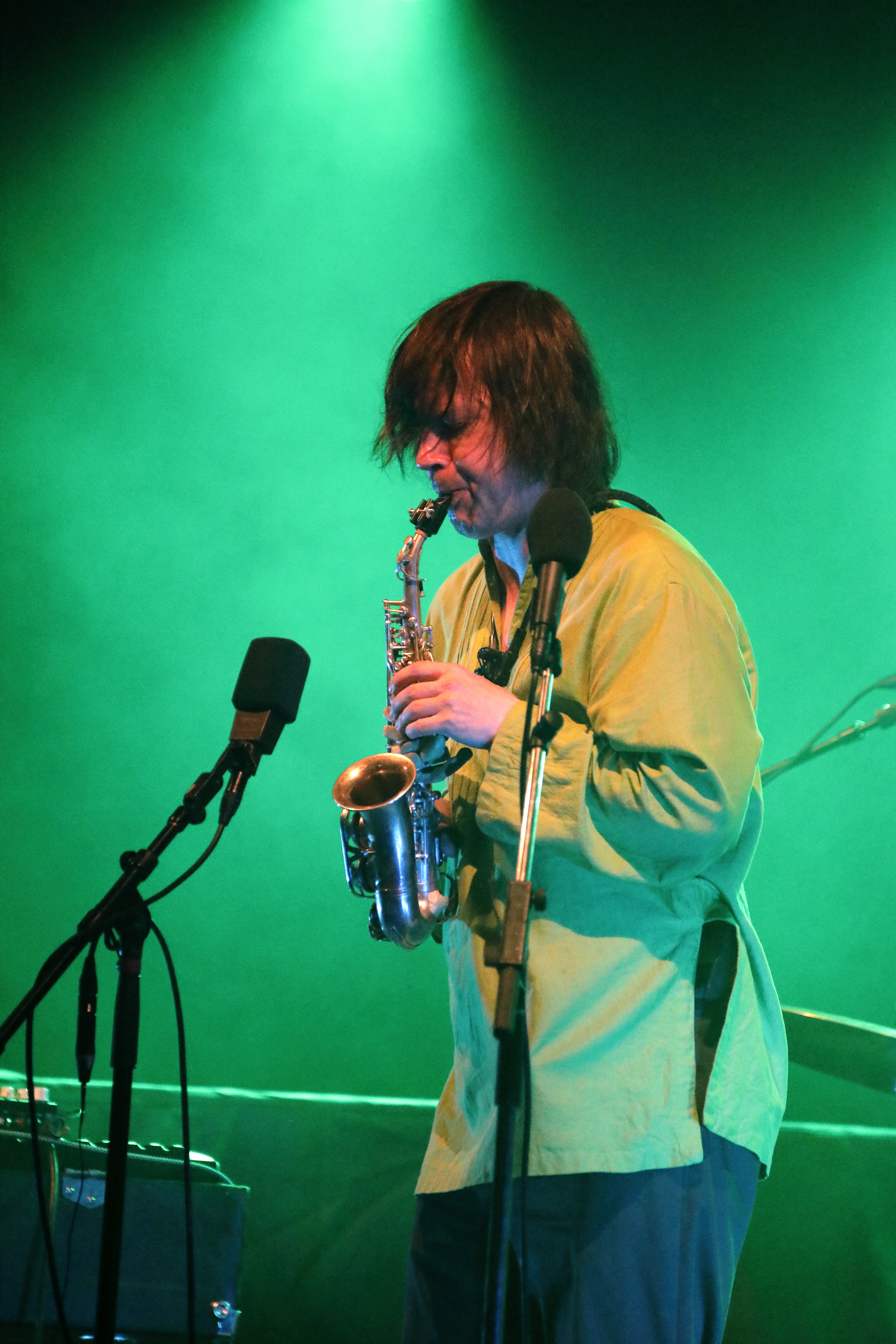
Zenya Strigalev mit JZ Replacement auf dem INNtöne Jazzfestival 2020

Zhenya Strigalev (* um 1987 in St. Petersburg) ist ein russischer Jazzmusiker (Alt- und Sopransaxophon, Elektronik, Komposition).

## Leben und Wirken
Strigalev begann als Teenager Saxophon zu spielen. Im Alter von 17 Jahren gewann er den Preis als bester Saxophonist in einem renommierten St. Petersburger Jazzwettbewerb. Nach Abschluss seines Militärdienstes erhielt er aufgrund seines herausragenden musikalischen Talents ein Stipendium für das Studium an der Royal Academy of Music in London, das er 2007 begann. Seit dessen Abschluss lebt Strigalev sowohl in London als auch in New York.
Strigalev arbeitete mit Musikern wie Eric Harland, Ambrose Akinmusire, Tim Lefebvre, Alex Sipiagin, William Parker, Aaron Parks, Larry Grenadier, Nasheet Waits oder Liam Noble. 2012 veröffentlichte er sein Debütalbum Smiling Organizm (Whirlwind Recordings) mit einer beeindruckenden internationalen Besetzung von Musikern. Schlagzeuger Eric Harland und Bassist Tim Lefebvre waren auch am nächsten Album Robin Goodie beteiligt, das ebenfalls auf Whirlwind erschien, und bildeten mit ihm und dem Elektroniker Bruno Liberda den Kern der Never Band. Mit seinen Bands trat er bei vielen renommierten Jazzfestivals und auf Tourneen in Europa, Chile und den USA auf.

## Diskographische Hinweise
- Zhenya Strigalev & Federico Dannemann The Change (Rainy Days 2019, mit Luques Curtis und Obed Calvaire)[1]
- Blues for Maggie (Whirlwind 2018, mit Federico Dannemann, Linley Marthe, Eric Harland)[2]
- Never Band (Whirlwind 2016, mit Bruno Liberda, Alex Bonney, John Escreet, Tim Lefebvre, Matt Penman, Eric Harland)[3]